# Program Polaris

Logo programu Polaris

Polaris je kosmický program organizovaný podnikatelem Jaredem Isaacmanem a společností SpaceX. Cílem je urychlit rozvoj pilotované kosmonautiky, testování nových technologií, výzkum dopadů kosmických letů na člověka a podpora Dětské výzkumné nemocnice svatého Judy v Memphisu v Tennessee, která se zabývá léčbou dětí s rakovinou.
Program tří letů byl Isaacmanem oznámen v únoru 2022 jako pokračování jeho předchozí mise Inspiration4. Start první mise programuse uskutečnil 10. září 2024. 

## Lety
| Název        | Stav mise | Datum startu  | Datum přistání | Nosná raketa     | Kosmická loď | Posádka                                                   | Poznámka |
| ------------ | --------- | ------------- | -------------- | ---------------- | ------------ | --------------------------------------------------------- | --- |
| Polaris Dawn | Úspěšná   | 10. září 2024 | 15. září 2024  | Falcon 9 Block 5 | Crew Dragon  | Jared Isaacman Scott Poteet Sarah Gillisová Anna Menonová | první soukromý výstup do volného prostoru, testování EVA skafandru SpaceX, překonání výškového rekordu Gemini 11, testování laserové komunikace se satelity Starlink |
| Mission II   | Plánovaná |               |                | Falcon 9 Block 5 | Crew Dragon  |                                                           | |
| Mission III  | Plánovaná |               |                | Super Heavy      | Starship     |                                                           | první let lodi Starship s lidskou posádkou |